# Cruger (Mississippi)
Cruger é uma cidade  localizada no estado americano de Mississippi, no Condado de Holmes.

## Demografia
Segundo o censo americano de 2000, a sua população era de 449 habitantes.
Em 2006, foi estimada uma população de 433, um decréscimo de 16 (-3.6%).

## Geografia
De acordo com o United States Census Bureau tem uma área de
2,5 km², dos quais 2,5 km² cobertos por terra e 0,0 km² cobertos por água. Cruger localiza-se a aproximadamente 35 m acima do nível do mar.

## Localidades na vizinhança
O diagrama seguinte representa as localidades num raio de 24 km ao redor de Cruger.